# Astronium graveolens
O guaritá (nome científico: Astronium graveolens) é uma espécie arbórea da família das anacardiáceas. Outros nomes populares são: gibatão, aderno, pau-ferro, aroeirão e gonçalo-alves.
É considerada árvore símbolo de Pirapó conforme lei nº 883, de 8 de junho de 2004.

## Características
- Forma de vida: árvore.

- Solo: terrícola[2], ocorre em agrupamentos descontínuos em terrenos rochosos e secos[3], de textura argilosa a arenosa e também em terra roxa estruturada. É indicador de solos pobres com textura arenosa.[4]

- Altura: atinge de 15 a 20 metros de altura. Tronco liso com 40 a 60 centímetros de diâmetro. Madeira pesada (0,97g/cm³) e resistente.[3]

- É tolerante a secas temporárias[5].

- Ciclo de vida: possui ciclo de vida longo, acima de 50 anos, com tempo de crescimento moderado. Aos dois anos atinge de 2 a 3 metros[3]. Aos 12 anos, pode atingir até 9,46 metros de altura.[5]
- Informações ecológicas: Decídua, heliófita ou esciófita.
- Fenologia: floresce entre agosto e setembro, com a planta completamente despida de suas folhas. Os frutos amadurecem entre outubro e novembro.[3]
- Grupo sucessional: secundária inicial.[6]
- Síndrome de dispersão: anemocoria.
- Densidade da copa: média.[4]

## Ocorrência
- Origem: nativa do Brasil.

- Distribuição geográfica: ocorre em todos os estados brasileiros, exceto Roraima, Amapá, Rio Grande do Norte, Paraíba, Santa Catarina e Rio Grande do Sul.

- Domínios fitogeográficos: Amazônia, Caatinga, Cerrado, Mata Atlântica, Pampa em altitudes entre 30 e 900 metros.

- Vegetação: Área Antrópica, Cerrado (lato sensu), Floresta Ciliar ou Galeria, Floresta Estacional Semidecidual, Floresta Ombrófila (Floresta Pluvial).[2]

## Cultivo
- Tipos de plantio: Recomenda-se o plantio por mudas ou semeadura direta, sendo que a taxa de germinação e de sobrevivência é ótima[5].

- Espaçamento: 2x2m, 3x2m ou 3x3m em plantio misto.[5]
- Obtenção de sementes: Os frutos devem ser colhidos diretamente da árvore quando iniciarem a queda espontânea, cortando-se toda a inflorescência.[3]
- Produção de mudas: as sementes não necessitam nenhum tratamento antes da germinação. Devem ser semeadas em substrato organo-argiloso em canteiro semi-sombreado. A emergência ocorre entre 8 e 14 dias com taxa de germinação superior a 80%.

## Colheita
A madeira pode ser colhida de 30 a 40 anos depois do plantio. É considerada madeira de lei. O valor da madeira em pé é estimado entre R$136,00 a R$570,00 (média entre os anos 2014/2015).

## Usos
A madeira é usada para acabamentos internos e construções externas, dormentes, mourões, postes, esquadrias, etc. Produz lenha de boa qualidade. As flores são melíferas.